# Edward-tó
Az Edward-tó az Nagy-tavak egyikeként a  Kelet-afrikai árokban, a Kongói Demokratikus Köztársaság és Uganda határán fekszik. Északi partja néhány kilométerre az Egyenlítőtől délre húzódik.
920 méteres magasságban terül el, legfeljebb 40 kilométer széles és 77 kilométer hosszú. Területe 2150 négyzetkilométer, amivel Afrika 15. legnagyobb tava.
A tavat az Afrikán kívüli világ számára Henry Morton Stanley fedezte fel 1888-ban, és VII. Eduárd brit királyról nevezte el. A tavat később az ugandai diktátor Idi Aminról Idi Amin-tó, vagy Idi Amin Dada-tó névre keresztelték, de ma újra Edward-tó néven ismerik.
Az Edward-tavat a Nyamugasani, Ishasha, Rutshuru és Rwindi folyók táplálják. Északon a Semliki-folyó az Albert-tóba üríti vizét. A Kazinga-csatorna a George-tóval köti össze.
Számos vízi állat él benne, így a Haplochromis sp, Sarothelodon niloticus, Haplochromini, Hemihaplochromis multicolur, és a Schutzia eduardiana. A halászat a helyiek megélhetésének fontos forrása.
Partvidékeinek állatvilágát – csimpánzok, elefántok, oroszlánok, krokodilok stb. – a kongói Virunga Nemzeti Park (Virunga National Park) és az ugandai Rwenzori-hegység Nemzeti Park (Rwenzori National Park, Queen Elizabeth National Park) óvja.